# Второе лето любви

Жёлтый смайлик

Второе Лето Любви (англ. The Second Summer of Love) — название, данное периоду в 1988—1989 годах в Великобритании, во время повышения популярности музыки Acid House и рейвов с употреблением экстази (MDMA). Термин относится к летам и 1988 и 1989 года, когда электронная музыка, ночные клубы и распространенность экстази привели к взрыву в молодёжной культуре. ЛСД также был снова широко доступен и популярен. Музыка этой эпохи смешивала удары dance с психоделическим ароматом 1960-х годов, и её культура проводила параллели с гедонизмом и свободой Лета Любви в Сан-Франциско двумя десятилетиями ранее. Жёлтый смайлик стал эмблемой, ассоциирующейся с этим периодом в Великобритании.